# خودگرایی
خودگرایی (به انگلیسی: Egoism) یک فلسفه است که به نقش خود یا ایگو به‌عنوان انگیزه و هدفِ کنش فردی می‌پردازد. نظریه‌های مختلف دربارهٔ خودگرایی، طیفی از ایده‌های گوناگون را دربرمی‌گیرند و به‌طور کلی می‌توان آن‌ها را در قالب‌های توصیفی یا هنجاری دسته‌بندی کرد. به این معنا که ممکن است این نظریه‌ها یا در پیِ توصیف این باشند که انسان‌ها واقعاً در پی منافع خود عمل می‌کنند، یا تجویز کنند که آن‌ها باید چنین کنند. برخی تعریف‌های دیگر از خودگرایی، به‌جای تأکید بر منافع شخصی، عمل مطابق اراده فرد را برجسته می‌کنند و علاوه بر این، مدعی‌اند که این تعبیرْ معنای حقیقی‌تر خودگرایی است.
دانشنامه کاتولیک نوین دربارهٔ خودگرایی بیان می‌کند که: «خودگرایی در ذات خود برخی حقایق اساسی را دربر دارد: طبیعی است که انسانْ خود را دوست بدارد؛ افزون بر این، او باید چنین کند، چرا که هر فرد نهایتاً مسئول خویشتن است؛ لذت، شکوفایی توانایی‌های فردی، و دستیابی به قدرت عموماً اموری مطلوب‌اند.» نکوهش اخلاقیِ خودنفعی موضوع رایجی در نقد فلسفهٔ خودگرایانه است، به‌طوری‌که این داوری‌ها اغلب به‌مثابه ابزار کنترل و حاصل روابط قدرت مورد بررسی قرار می‌گیرند. خودگرایی همچنین ممکن است این ایده را رد کند که شناخت انگیزه‌های درونی فرد می‌تواند از بیرون، مثلاً از طریق روان‌شناسی یا جامعه‌شناسی، حاصل شود، هرچند این موضع، برای نمونه، در فلسفه فریدریش نیچه وجود ندارد.
1. ↑  «خودگرایی» [فسلفه] هم‌ارزِ «خودگرایی» (Egoism)؛ منبع: گروه واژه‌گزینی. فرهنگ واژه‌های مصوب فرهنگستان. تهران: انتشارات فرهنگستان زبان و ادب فارسی. پارامتر |عنوان= یا |title= ناموجود یا خالی (کمک)
2. 1 2  Moseley, Alexander. "Egoism". Internet Encyclopedia of Philosophy.
3. ↑  Shaver, Robert (2021). "Egoism".  In Edward N. Zalta (ed.). Stanford Encyclopedia of Philosophy.
4. ↑  Scanlan, James P. (1999). "The Case against Rational Egoism in Dostoevsky's Notes from Underground". Journal of the History of Ideas. University of Pennsylvania Press. 60 (3): 549–567. doi:10.2307/3654018. JSTOR 3654018.
5. ↑  Dalcourt, G. J. "Egoism". New Catholic Encyclopedia. Retrieved August 11, 2020 – via Encyclopedia.com.